# ボイスラッガー
『ボイスラッガー』は、1999年1月12日から3月30日までテレビ東京系で放送された特撮番組、および作中で主人公が変身するヒーローの名称。全12話。声優が主要キャストである。

## 概要
声優を主要登場人物に起用することは企画初期の段階で決まっていたが、当初はパロディ的な作品になる予定だった。しかし「声で戦うヒーロー」という設定に興味を持った石ノ森章太郎が原作者として参加することになり、パロディではなくオリジナル作品として制作されることが決定した。だが、石ノ森はボイスラッガー5人の顔のイラストのみを残して逝去。その後、石ノ森作品にゆかりのある人々によって完成に至った。石ノ森において事実上の遺作であり、放送当時も「石ノ森章太郎、遺作にして最新作!!」というコピーが使われていた。
ボイスラッガー5人の名前は宝石から取っており、ローズは薔薇のローズではなく宝石のローズクォーツから取っている。スーツのデザインは石ノ森の未制作作品『宇宙家族』から継承している。
スケジュールの調整は非常に厳しかったようで、第3話では「凍えるような寒さの中、雨に打たれ泥まみれになりながらのアクション」という、通常では考えられない状況下での撮影を決行している。中川亜紀子の証言によると、撮影機器に関してもハンディのデジタルカメラを使用していたため撮影現場は大学の映画サークルの活動であるように見えたという。

## ストーリー
宇宙の支配を企むムーオン帝国の帝王ゲンバーは、惑星ツェドゥアに眠る悪魔獣ハーデスを蘇らせるため、ボイストーンを持つ4人の子供たちを集めた。しかし、その野望はボイスラッガーゴールドによって遮られ、子供たちはゴールドに救出された。
それから十数年後。4人の子供たちは地球で成長し、それぞれの生活を送っていた。だが、ゲンバーの魔の手が地球に伸びた時、彼らの体内に眠るボイストーンが4人を戦士へと覚醒させる。4人は宇宙の平和を守るため、ムーオン帝国と戦うのだ。

## 登場人物

### ボイスラッガーとその協力者
ボイスラッガーとは、体内にボイストーンと呼ばれるエネルギー源を持つ者が変身した姿である。1人でもムーオン獣と互角に戦えるが、力を合わせて戦うことでその力はさらに強くなる。武器は己の声のみであり、魂を込めて叫ぶことで威力を発揮する。また、聴覚は常人の数十倍に強化されている。「ボイスラッガー!」と叫ぶことで変身するが、風邪を引くなど、本来の声を出せなくなると変身できなくなる。なお、誕生日もメンバーとは対照的に異なり、ゴールド以外の4人の名前は演じている声優の名前をもじったものである。
変身後も口の周囲は素顔が露出しており、戦闘終了後などに面だけを外すことも多い。
◆ボイスラッガールビー/帆村 明子（ほむら あきこ）
1976年5月28日生まれの22歳。惑星ツェドゥアでの出来事を微かに覚えているため、重度の特撮オタク。特に物心つく前であるはずの1970年代の作品に対して思い入れが強く、通りすがりの外国人の少年に仮面ライダーのことを熱く語ったり、腕時計も仮面ライダーのベルトを象ったものを愛用している。
常に明るく前向きな行動派。幼いころから必殺技の研究をしていたため、覚醒してすぐに戦うことができた。
●ボイスラッガーローズ/夕樹 遙（ゆうき はるか）
1977年1月15日生まれの21歳。ロサンゼルスから帰ってきた帰国子女だが、明子からは仮面ライダー2号にちなんで勝手に「南米帰り」と呼ばれる。ツェドゥアでの出来事をほとんど覚えていなかったため、覚醒するのは一番遅かった。
明子とは対照的に理論派。彼女自身はオタクではないが、かつて明子から睡眠学習の如く特撮作品の話を聞かされていたため、明子の話について行けてしまう。
恋人である友一が戦死したことへのショックで、明子に八つ当たりした上に一度は戦いを放棄したが、友一の復活をきっかけに最終決戦に赴いた。
■ボイスラッガーエメラルド/大地 友一（だいち ともかず）
1973年7月11日生まれの25歳。人気声優。ツェドゥアでの出来事を覚えており、幼いころからトレーニングを続けていた。声優になったのも、ボイスラッガーの武器である「声」を鍛えるため。
爽やかな好青年で、遙とは恋人同士になる。戦いの中で一度は命を落とすが、ゲンバーとの最後の戦いの際、増幅したボイストーンの力で復活した。
▲ボイスラッガーサファイア/天馬 武（てんま たけし）
1974年7月4日生まれの24歳。自称「アイドル声優」。幼いころから友一と共にトレーニングを続けていた。4人の中では一番の力持ち。
普段はお調子者だが実は努力家。メカニックの扱いや楽器の演奏など、多くのことに精通している。
明子に一目惚れするも、なかなか振り向いてもらえない。だが、終盤で明子の危機を救ったことが明子の心を動かし、最終話で一緒にリオのカーニバルを見に行く約束をしたが開催時期が分からず、その後『ボイスラッガー外伝Vol.1』の時点でも行けていないらしい。
★ボイスラッガーゴールド
十数年前、ツェドゥアで明子たちを助けた戦士。その際に負傷し、明子たちに自分の使命を託した。
明子たちを守るためボイストーンに選ばれた戦士であり、ボイストーンを持たずとも変身できる。最終話において、父であるゲンバーに復活させられたハーデスを、自らの命をかけて再び封印した。
アンドロイド・π（パイ）
明子たちがゲンバーに捕らえられていた時の養育係。ムーオン帝国の刺客として明子たちと再会するが、明子が歌った子守歌に母性回路が反応し、仲間になった。
明子たちと同居し、普段は家事を担当している。明らかに人間ではない外見で普通に買い物に出かけたりしているが、「（商店街の人たちからは）コスプレの人と言われた」とのこと。
μ（ミュー）
明子たちがゲンバーに捕らえられていた時の遊び相手。明子たちと再会するためにムーオンの前線基地を抜け出し、仲間になった。
腹部のトレイにはディスクが収納されており、これを抜き取られると動けなくなってしまう。
カオス
ボイスラッガーたちの前に現れた謎の男。ルビーとサファイアの前に現れ、惑星ツェドゥアへの道を示す。
その正体は、かつてゴールドと共に明子たちを守るために選ばれた男。そのため次元を超える力を得たが、その代償として歳を取ることができなくなっている。過去の因縁からゴールドを憎んでおり、勝てないことを知りながら戦いを挑んだ。最後は明子の言葉に心を動かされ、ゴールドへの憎しみを捨てた。

### ムーオン帝国
帝王ゲンバー
宇宙の支配を企む侵略者。ハーデスを復活させるため、ボイストーンを狙う。名前の由来はアフレコやアニメ制作の『現場（げんば）』から。
将軍γ（ガンマ）
一度は死亡したが、最終話で亡霊γとして甦った。
アイラシュライン
ムーオン帝国の美貌の女幹部。
女性ながら圧倒的な戦闘力を持ち、相手に幻覚をみせて心理攻撃を行なうなど性格は冷酷非道。
実は彼女の故郷はムーオン帝国に滅ぼされ、多くの兵士たちの中から幹部に上り詰め、仇ゲンバーを討つ機会を狙っていた。
最後はゲンバーによって殺された。
ムーオン獣
いわゆる「怪人」。それぞれが異なる能力を持ち、ボイスラッガーに襲い掛かる。
作品自体の話数が少ない上にイベント編もあり、さらに後半は連続ストーリーになったため、都合4体しか登場しなかった。名前の由来は『無音（むおん）』から。
オンプラー
下級戦闘員。名前の由来は『音符（おんぷ）』から。
ゲンバー親衛隊
ゲンバー直属の部隊。普段は前線基地ですら見かけないが、ゲンバーが最も信頼する戦士たち。

### その他
高畑 さくら
声優プロダクション「ボイスプロ」の社長。明子と遙の素質を見抜き、仕事と住む場所（カラオケボックス）を用意した。
南 弘美
ボイスプロのマネージャー。
大村 修二
音響監督。明子と遙を最初にキャスティングした。
電気屋の辰
近所に住む電気屋。髪を金色に染めた今風の若者だが、その卓越した職人技はアイラシュラインに破壊されたπを完璧に修理できるほどで、μからは「地球人離れしている」と評されている。
なお、彼の工場は東京都庁舎の近辺にある。
魚屋のオヤッサン
近所の魚屋「平山鮮魚店」の店主。元刑事で、今なお彼を慕う刑事は多い。演じるのは、本作で総監督を務める平山亨である。

## キャスト
- 帆村明子：中川亜紀子
- 夕樹遙：池澤春菜
- 大地友一：関智一
- 天馬武：草尾毅
- ボイスラッガーゴールド：水木一郎
- 将軍γ：神谷明
- アイラシュライン：富沢美智恵
- カオス：三木眞一郎
- 高畑さくら：中尾有里
- 南弘美：水樹奈々
- 大村修二：ショッカーO野
- 電気屋の辰：森訓久
- 魚屋のオヤッサン：平山亨
- ツェドゥアの妖精：菊池志穂、那須めぐみ、榎本温子

### 声の出演
- μ：こおろぎさとみ
- アンドロイド・π：鈴木真仁
- 帝王ゲンバー：飯塚昭三
- ナレーター：中江真司

### アクション
- ボイスラッガールビー：秋山智彦（最終話のみ「秋山智緋子」名義）
- ボイスラッガーローズ：村田裕美子
- ボイスラッガーエメラルド：林潔
- ボイスラッガーサファイア：門脇亨
- ボイスラッガーゴールド：菊地寿幸
- アンドロイド・π：永島さおり

### ゲスト
- 少女時代の明子：神戸美優（1,4）
- 少女時代の遙：高橋修美（1）
- 少年時代の友一：森田和晃（1）
- 少年時代の武：古川哲浩（1）
- ラジオ・スーパーロボット魂（4）
- カラオケハウスの店員：藤田秀行（4）
- 花屋の店長：橋本淳司（6）
- 花屋のバイト：NIKKI（6）
- FMディレクター：金子幸伸（6）
- 特捜隊長・飛田：渡洋史（7・友情出演）
- 親分：岡田勝（7・特別出演）
- 舞台監督：金子吉延（7・特別出演）
- 不良少女：かないみか（7・愛情出演）
- 女刑事：安達まり（7・愛情出演）
- 特捜隊員：朝倉圭矢、和田圭市、羽村英、土田大、河合秀、土屋大輔（7・友情出演）
- ボイスマン・寺野：望月祐多（7・友情出演）
- バンダナ刑事：小川輝晃（7・友情出演）
- アニキ：新堀和男（7）
- 署長秘書：山口貴子（7）
- 助手：弓家保則（7）
- 刑事A：岩井潤一（7）
- 刑事B：井村倫教（7）
- 子分：村田誠司（7）
- 警官：三住敦洋（7）
- 戦闘員：八木清治（7）
- 警察署長：佐々木剛（7・特別出演）
- 副署長：伴大介（7・特別出演）
- ヒロシ：藤岡弘（7・特別出演）
- インタビュアー：後藤麻衣（8）
- クラブの男：赤沼孝章、近藤和生、森田康史（8）
- 刑事：神田裕司、渡辺泰宏、木村雅史、栗田勲（10）

## 必殺技
ソニックウェーブ
ボイスラッガー全員が使用できる必殺技で、「シュババババーン!!」と絶叫を上げることによって敵怪人を倒す。複数で使うと威力が倍増する。

## 放送リスト
| 放送日  | 話数 | サブタイトル                           | 登場怪人                                                            | 脚本     | 監督     |
| ------- | ---- | -------------------------------------- | ------------------------------------------------------------------- | -------- | -------- |
| 1月12日 | 1    | あたしがヒーロー                       | - 変態怪人ストーキング（声および人間体：早見淳平） - 悪魔獣ハーデス | 園田英樹 | 竹本昇   |
| 1月19日 | 2    | 薔薇よ目を覚ませ                       | - 変態怪人ストーキング - ブザーマ（声：矢尾一樹）                   | 園田英樹 | 竹本昇   |
| 1月26日 | 3    | 運命がひとつになるとき                 | - ブザーマ                                                          | 園田英樹 | 竹本昇   |
| 2月2日  | 4    | アンドロイド・パイの子守歌             |                                                                     | 猪爪慎一 | 久保直樹 |
| 2月9日  | 5    | 艶やかな悪意・その名はアイラシュライン |                                                                     | 猪爪慎一 | 久保直樹 |
| 2月16日 | 6    | 愛ゆえに・ザガラウス                   | - ザガラウス（演：福智幸太、声：内藤玲）                            | 猪爪慎一 | 久保直樹 |
| 2月23日 | 7    | 危うしスーパーヒーロー! 吠える大捜査線 | - トルトス海人                                                      | 猪爪慎一 | 大野浩   |
| 3月2日  | 8    | 変心                                   |                                                                     | 猪爪慎一 | 竹本昇   |
| 3月9日  | 9    | 四散                                   |                                                                     | 猪爪慎一 | 竹本昇   |
| 3月16日 | 10   | 叫びとささやき                         |                                                                     | 猪爪慎一 | 片嶋一貴 |
| 3月23日 | 11   | Redemption Songは歌えない              |                                                                     | 猪爪慎一 | 片嶋一貴 |
| 3月30日 | 12   | 雨のち笑顔 笑顔のち晴れ                | - ゲンバー親衛隊 - 亡霊γ（声：神谷明） - 悪魔獣ハーデス             | 猪爪慎一 | 竹本昇   |

## スタッフ
- 原作：石ノ森章太郎
- シリーズ構成：園田英樹
- 脚本：園田英樹、猪爪慎一
- 監督：竹本昇、久保直樹、大野浩、片嶋一貴
- 総監督：平山亨
- アクション監督：新堀和男
- 撮影：富田伸二、北信康
- 音楽：菊池俊輔
- 音楽監督：貴日ワタリ
- CG：安斎達夫、田中浩幸、高須一輔、大河原浩一、小出正之
- デザイン設定：早瀬マサト、石ノ森章太郎、ここまひ、マイケル原腸、ひがもえる
- プロデューサー：小椋悟
- ラインプロデューサー：片嶋一貴
- 制作アシスタントプロデューサー：小河原修
- 製作：ボイスラッガー製作委員会
- 制作:小椋事務所
- 出演協力：代々木アニメーション学院
- 主題歌
  - OP「ほえろ! ボイスラッガー」（作詞：さかい大/作曲、編曲：菊池俊輔/歌：水木一郎）
  - ED「アメノチエガオエガオノチハレ」（作詞：さかい大/作曲、編曲：菊池俊輔/歌：影山ヒロノブ、アップルパイ）
- 挿入歌
  - 「ボイスラッガー・アクション」（作詞：さかい大/作曲：菊池俊輔/編曲：筒井広志/歌：水木一郎）

## CD

### シングル
すべてファーストスマイル・エンタテインメントから発売。
- ほえろ! ボイスラッガー（1999年1月20日発売）FSDA-00006
  - c/w ボイスラッガー・アクション
- アメノチエガオエガオノチハレ（1999年1月20日発売）FSDA-00007
  - c/w チェンジ! ボイスラッガー

### アルバム
- ボイスラッガー ソングコレクション（1999年2月17日発売）ファーストスマイル・エンタテインメントFSCA-10074
- ボイスラッガー オリジナルサウンドトラック（1999年3月17日発売）ファーストスマイル・エンタテインメントFSCA-10078
- ボイスラッガー外伝Vol.1（1999年4月28日発売）ファーストスマイル・エンタテインメントFSCA-10086 ※#ボイスラッガー外伝Vol.1も参照。
- サラセニアのバラッド（2000年発売）ファーストスマイル・エンタテインメントFSCA-90002
- TVシリーズ ボイスラッガー 完全音盤集（2008年10月15日発売）ビー!スマイル ※4枚組

### その他
2012年発売の『菊池俊輔 作曲50周年 CD-BOX』には当初、本作品の主題歌も収録される予定だったが、発売元の消滅により音源の使用許諾を受けることができず、収録できなかったと同CD-BOXの制作に携わった高島幹雄は述べている。

## 書籍
『ボイスラッガー大百科』
1999年8月10日発売、勁文社 ISBN 4-7669-3237-4

## 関連作品

### ボイスラッガー外伝Vol.1
放送終了後に発売されたドラマCD。第13話という位置づけでテレビシリーズの中盤に起きていたとされる出来事を回想する「ふきあがれ熱き泉」や、明子と遙が本編の疑問点を追究する「ホムホム・ハルハル ツッコミコーナー」などが収録された。

### ボイスラッガーごっこ
水木一郎、影山ヒロノブ、鈴木真仁がパーソナリティーを務めた文化放送系のラジオ番組「ラジオ・スーパーロボット魂（スピリッツ）」内で、本編に先駆けて放送されたラジオドラマ。1970年代を舞台に、「元祖ボイスラッガー」の活躍を描いている。声で戦うということ以外は、基本的に本編と無関係。本編と違い巨大ロボを所有している。タイトルは「ひみつ戦隊ゴレンジャーごっこ」に因んだもの。
「ボイスラッガー外伝Vol.1」に第3話までが収録されたが、第4話以降は未CD化。

#### 出演
- うたのお兄さん（ボイスラッガー・金）：水木一郎
- ミッテル（ボイスラッガー・銀）：影山ヒロノブ
- ミッちゃん（ボイスラッガー・パール）：堀江美都子
- ネオチョッカー4号（ボイスラッガー・青ダイヤ[4]）：ショッカーO野
- お掃除ロボット：鈴木真仁
- ナレーター：おたっきぃ佐々木

## その後の影響
- 仮面ライダー響鬼
- 落語天女おゆい
- 非公認戦隊アキバレンジャー シーズン痛 - 池澤以外のメイン声優3人が公認戦隊の声を演じている。